# Eva Prenafeta i Torres

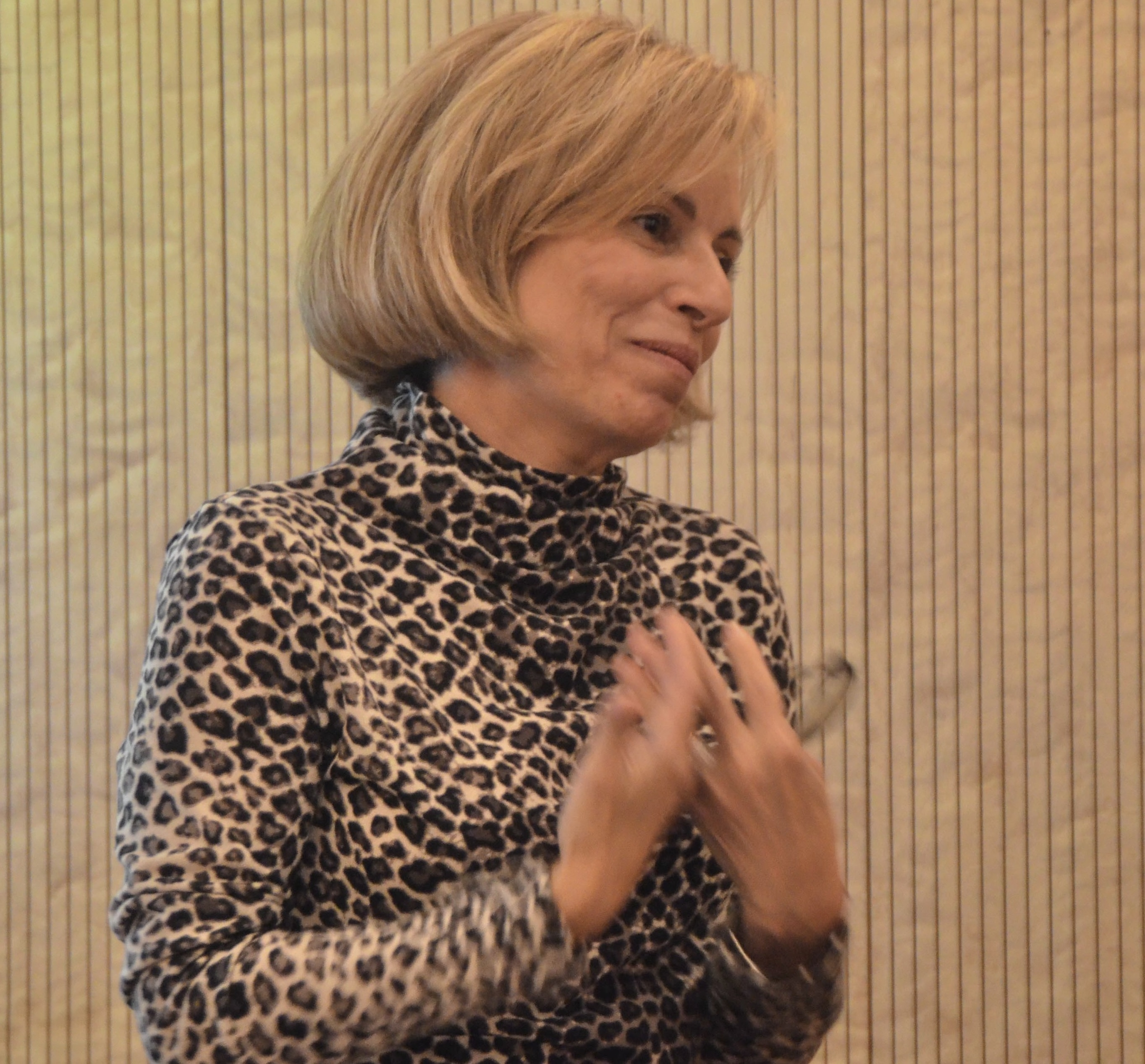
Eva Prenafeta (2018).

Eva Prenafeta i Torrres (Barcelona) és una autora i dibuixant catalana de llibres il·lustrats. És llicenciada en Dret a la Universitat l'Abat Oliba i durant molts anys ha exercit d'empresària. Després de més de dues dècades dedicada als negocis, es passà a la creació gràfica d'històries il·lustrades per a infants, propers als còmics.
Prenent d'inspiració els seus viatges i els anys viscuts a l'estranger, Prenafeta va crear l'any 2013 la sèrie d'aventures Els Superminiforts, un conjunt de llibres protagonitzats per un grup d'herois que emprenen missions singulars. L'autora desenvolupa l'acció d'aquestes històries en països forans, mostrant la gent i els costums de les cultures locals. Les trames barregen l'acció amb explicacions didàctiques sobre temes diversos, com la filosofia, l'astronomia i la gastronomia.
Sílvia Plana descriu la seva obra com acolorida, viva, sense ombres i de contorns definits. Els personatges sovint miren el lector directament als ulls en un esforç de l'autora per generar una relació de complicitat i transparència. Actualment la sèrie Els Superminiforts està en procés de traducció a l'anglès.
Prenafeta també és la creadora de la col·lecció Contes Minúsculs/Tiny Tales, publicats en català i en anglès, així com del llibre "A París" i d'"Eva", una sèrie de tires còmiques fetes amb la col·laboració d'un guionista francés. També participa regularment a la revista La Mota, del municipi de Pujalt, i és la creadora del conegut senyal de les iaies de la carretera B-102 de Pujalt a l'Astor.